# Festival de la Cançó d'Eurovisió Júnior 2024
El XXII Festival de la Cançó d'Eurovisió Júnior serà la 22a edició del Festival de la Cançó d'Eurovisió Júnior. Estarà organitzat per la Unió Europea de Radiodifusió (EBU) i l'emissora Radiotelevisió Espanyola (RTVE). El concurs tindrà lloc a Espanya, després que el país guanyador de l'edició anterior, França, renunciés a organitzar-lo. Serà la primera vegada que el certamen se celebra a Espanya, així com el primer esdeveniment d'Eurovisió que se celebra al país des del Festival de la Cançó d'Eurovisió 1969 a Madrid, si no es té en compte el Let the peoples sing, el concurs de corals de l'EBU celebrat el 2019 al Palau de la Música, a Barcelona, i produït per TV3 i Catalunya Ràdio.

## Organització
A diferència del Festival de la Cançó d'Eurovisió, el país guanyador del Festival de la Cançó Júnior d'Eurovisió de l'any anterior no aconsegueix automàticament el dret d'organitzar la propera edició. No obstant això, des de 2011 (amb les excepcions de 2012, 2015 i 2018) s'ha convertit en habitual que els guanyadors assumin les funcions d'organització, i des de 2019, el país guanyador té dret de preferència per organitzar la següent competició. El 2015, la guanyadora del 2014, Itàlia, va rebre aquest dret, però finalment hi va renunciar.
El 27 de novembre de 2023, després de la seva victòria al concurs de 2023, l'emissora francesa France Télévisions va anunciar que es mantindrien converses amb la UER sobre l'organització del concurs de 2024, ja que diversos països havien expressat el seu interès a fer-ho. Finalment, França va renunciar a organitzar el festival, al·legant que no volien un "monopoli francès a Eurovisió Júnior", després d'haver acollit l'esdeveniment dues vegades en un període de tres anys. Espanya, que havia acabat en segona posició al concurs de 2023, va ser anunciada com a país amfitrió el 14 de febrer de 2024, amb la Caja Mágica de Madrid anunciada com a seu el 10 de maig de 2024. Aquesta serà la primera vegada que el certamen se celebra en aquest estat, així com el primer esdeveniment d'Eurovisió acollit per Espanya des del Festival de la Cançó d'Eurovisió de 1969, també celebrat a Madrid, si no es té en compte el Let the peoples sing, el concurs de corals de l'EBU celebrat el 2019 al Palau de la Música, a Barcelona, i produït per TV3 i Catalunya Ràdio.

### Fase de licitació i selecció de la ciutat amfitriona

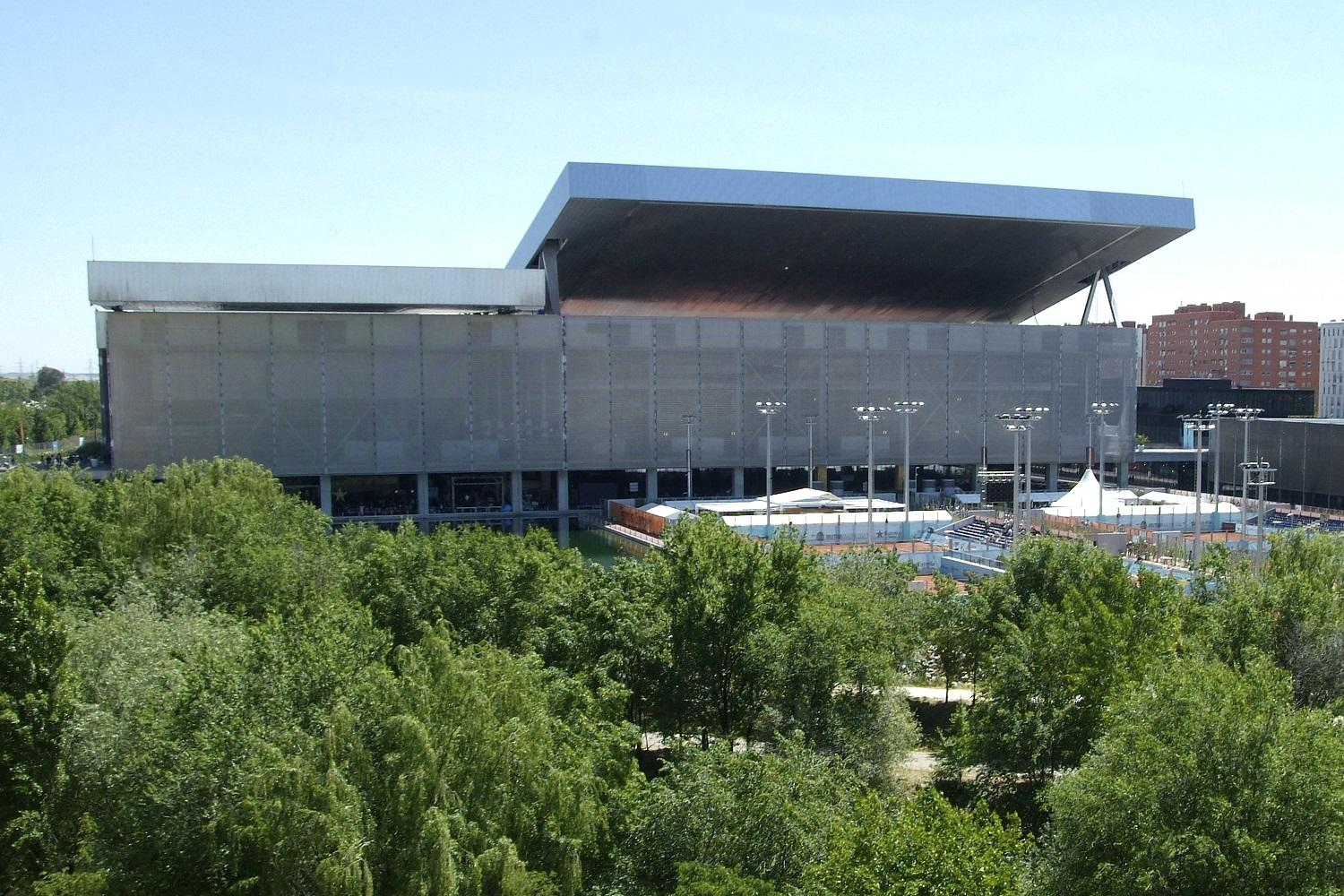
Caja Mágica, seu del certamen 2024.

Quan es desvetllà el país amfitrió, la Generalitat Valenciana va anunciar que es postulava per acollir el certamen en una ciutat del País Valencià. Des del 2022, la comunitat autònoma acull el Benidorm Fest, la final nacional espanyola del Festival de la Cançó d'Eurovisió adult. L'alcalde de Barcelona, Jaume Collboni, va manifestar el seu interès per organitzar l'acte a la ciutat, i després ho feu l'alcalde de Màlaga, Francisco de la Torre. Madrid i Granada també van anunciar la seva disposició per organitzar la competició. Ana María Bordas, cap de la delegació espanyola per al concurs, va dir el febrer que l'emissora havia rebut diverses ofertes i que es prendria una decisió en les properes setmanes.
Diversos mitjans informaren que València, Barcelona, Màlaga, Granada i Saragossa s'havien presentat oficialment per ser seus del concurs a mitjans de març de 2024. Poc després, però, Saragossa va anunciar la seva retirada a causa de la indisponibilitat del lloc previst per a la celebració. A mitjans d'abril, es va informar de manera extraoficial que Barcelona es trobava al capdavant del procés de selecció, amb el Palau Sant Jordi considerat com la seu potencial, però a finals de mes la ciutat va renunciar a l'organització per manca d'un lloc adequat disponible per a finals de 2024.
El 10 de maig de 2024, Ana María Bordas, cap de la delegació espanyola, va donar a conèixer en una roda de premsa celebrada a Malmö (seu d'Eurovisió 2024) que la ciutat escollida per albergar el festival seria Madrid. El recinte elegit és la Caja Màgica, que té capacitat per allotjar uns 12.000 espectadors. L'esdeveniment tindrà lloc el 16 de novembre de 2024, tornant així al dissabte, el seu dia original, després de diverses edicions celebrant-se diumenge. Serà el primer festival júnior celebrat a Espanya i el segon tenint en compte el sènior.

### Identitat visual, eslògan i escenari
El 3 de setembre del 2024, RTVE i la UER van revelar la línia gràfica i l'eslògan del concurs de 2024, Let's Bloom ("Florim", en català), així com el disseny de l'escenari. La temàtica gira al voltant de la natura, apostant per colors taronges i violetes i flors en moviment, simbolitzant així el “florer dels artistes”, és a dir, que cada persona esdevé i pot créixer en diferent forma i color.
El director artístic d'aquesta edició és Marvin Dietmann, que s'encarregarà de materialitzar la idea al escenari d'Eurovisió Júnior 2024.

## Països participants

Països que han confirmat la seva participació i tenen seleccionat artista i/o cançó
Països que van participar en el passat però no el 2024

Dels 16 països fundadors, en aquesta edició n'hi participaran sis: Espanya, Malta, Països Baixos, Polònia, Macedònia del Nord i Xipre.
Perquè un país sigui elegible per a una possible participació al Festival de la Cançó d'Eurovisió Júnior, ha de ser membre actiu de la UER.

### Cançons i selecció
| País i TV              | Títol original de la cançó          | Artista              | Procés i data de selecció                                                                          |
| País i TV              | Traducció al català                 | Idiomes              | Procés i data de selecció                                                                          |
| ---------------------- | ----------------------------------- | -------------------- | -------------------------------------------------------------------------------------------------- |
| Albània RTSH           | «Vallëzoj»                          | Nikol Çabeli         | Junior Fest 2024, 27-09-2024                                                                       |
| Albània RTSH           | «Ballo»                             | Albanès              | Junior Fest 2024, 27-09-2024                                                                       |
| Alemanya ARD/ZDF       | «Save the Best for Us»              | Bjarne               | Final en línia, 01-07-2024. (Presentació de la versió final, 27-09-2024)                           |
| Alemanya ARD/ZDF       | «Guardeu el millor per a nosaltres» | Alemany i anglès     | Final en línia, 01-07-2024. (Presentació de la versió final, 27-09-2024)                           |
| Armènia AMPTV          | «Cosmic Friend»                     | Leo                  | Elecció interna, 28-09-2024 (Presentació de la cançó, 22-10-2024)                                  |
| Armènia AMPTV          | «Amic còsmic»                       | Armeni i anglès      | Elecció interna, 28-09-2024 (Presentació de la cançó, 22-10-2024)                                  |
| Espanya RTVE           | «Como la Lola»                      | Chloe DelaRosa       | Elecció interna, 18-07-2024 (Presentació de la cançó, 07-10-2024)                                  |
| Espanya RTVE           | «Com la Lola»                       | Castellà i anglès    | Elecció interna, 18-07-2024 (Presentació de la cançó, 07-10-2024)                                  |
| Estònia ERR            | «Tänavad»                           | ANNABELLE            | Tähtede Lava 2024, 05-05-2024 (Presentació de la cançó, 04-10-2024)                                |
| Estònia ERR            | «Carrers»                           | Estonià              | Tähtede Lava 2024, 05-05-2024 (Presentació de la cançó, 04-10-2024)                                |
| França France 2        | «Comme ci, comme ça»                | Titouan              | Elecció interna, 18-09-2024                                                                        |
| França France 2        | «Més o menys»                       | Francès              | Elecció interna, 18-09-2024                                                                        |
| Geòrgia GPB            | «To My Mom»                         | Andria Putkaradze    | Ranina 2024, 26-05-2024 (Presentació de la cançó, 13-10-2024)                                      |
| Geòrgia GPB            | «Per a la meva mare»                | Georgià              | Ranina 2024, 26-05-2024 (Presentació de la cançó, 13-10-2024)                                      |
| Irlanda TG4            | «Le Chéile»                         | Enya Cox Dempsey     | Junior Eurovision Éire 2024, 13-10-2024                                                            |
| Irlanda TG4            | «Junts»                             | Irlandès             | Junior Eurovision Éire 2024, 13-10-2024                                                            |
| Itàlia RAI             | «Pigiama Party»                     | Simone Grande        | Elecció interna, 19-09-2024 (Presentació de la cançó, 27-09-2024)                                  |
| Itàlia RAI             | «Festa de pijames»                  | Italià i anglès      | Elecció interna, 19-09-2024 (Presentació de la cançó, 27-09-2024)                                  |
| Macedònia del Nord MRT | «Marathon»                          | Ana & Aleksej        | Elecció interna, 26-06-2024 (Presentació de la cançó, 04-10-2024)                                  |
| Macedònia del Nord MRT | «Marató»                            | Macedònic i anglès   | Elecció interna, 26-06-2024 (Presentació de la cançó, 04-10-2024)                                  |
| Malta PBS              | «Stilla Ċkejkna»                    | Ramires Sciberras    | Malta Junior Eurovision Song Contest 2024, 21-09-2024 (Presentació de la versió final, 11-10-2024) |
| Malta PBS              | «Petit estel»                       | Maltès               | Malta Junior Eurovision Song Contest 2024, 21-09-2024 (Presentació de la versió final, 11-10-2024) |
| Països Baixos AVROTROS | «Music»                             | Stay Tuned           | Junior Songfestival 2024, 21-09-2024                                                               |
| Països Baixos AVROTROS | «Música»                            | Neerlandès i anglès  | Junior Songfestival 2024, 21-09-2024                                                               |
| Polònia TVP            | «All Together»                      | Dominik Arim         | Szansa na Sukces 2024, 29-09-2024                                                                  |
| Polònia TVP            | «Tots junts»                        | Polonès i anglès     | Szansa na Sukces 2024, 29-09-2024                                                                  |
| Portugal RTP           | «Esperança»                         | Victoria Nicole      | The Voice Kids Portugal, 08-07-2024 (Presentació de la cançó, 08-10-2024)                          |
| Portugal RTP           | «Esperança»                         | Portuguès i castellà | The Voice Kids Portugal, 08-07-2024 (Presentació de la cançó, 08-10-2024)                          |
| San Marino SMRTV       | «Come Noi»                          | Idols SM             | Elecció interna, 11-09-2024 (Presentació de la cançó, 05-10-2024)                                  |
| San Marino SMRTV       | «Com nosaltres»                     | Italià i anglès      | Elecció interna, 11-09-2024 (Presentació de la cançó, 05-10-2024)                                  |
| Ucraïna Suspilne       | «HEAR ME NOW»                       | Artem Kotenko        | Final Nacional, 22-09-2024                                                                         |
| Ucraïna Suspilne       | «Escolta'm ara»                     | Ucraïnès i anglès    | Final Nacional, 22-09-2024                                                                         |
| Xipre CyBC             | «Crystal Waters»                    | Maria Pissarides     | Elecció interna, 21-08-2024 (Presentació de la cançó, 30-09-2024)                                  |
| Xipre CyBC             | «Aigües cristal·lines»              | Grec i anglès        | Elecció interna, 21-08-2024 (Presentació de la cançó, 30-09-2024)                                  |

## Festival

### Ordre d'actuació
L'1 d'octubre del 2024, durant la reunió de caps de delegació, es va realitzar el sorteig en què es trien els països que obren i tanquen la competició (Itàlia i Malta, respectivament), així com el lloc del país amfitrió. El 10 d'octubre es va desvetllar l'ordre d'actuació de la resta de països; aquesta decisió va ser presa pels productors i organitzadors del certamen en funció de les necessitats escèniques.
| Núm. | País               | Artista           | Cançó                  | Lloc | Punts |
| ---- | ------------------ | ----------------- | ---------------------- | ---- | ----- |
| 01   | Itàlia             | Simone Grande     | «Pigiama Party»        | 9    | 98    |
| 02   | Estònia            | ANNABELLE         | «Tänavad»              | 14   | 55    |
| 03   | Albània            | Nikol Çabeli      | «Vallëzoj»             | 7    | 126   |
| 04   | Armènia            | Leo               | «Cosmic Friend»        | 8    | 125   |
| 05   | Xipre              | Maria Pissarides  | «Crystal Waters»       | 13   | 60    |
| 06   | França             | Titouan           | «Comme ci, comme ça»   | 4    | 177   |
| 07   | Macedònia del Nord | Ana & Aleksej     | «Marathon»             | 16   | 54    |
| 08   | Polònia            | Dominik Arim      | «All Together»         | 12   | 61    |
| 09   | Geòrgia            | Andria Putkaradze | «To My Mom»            | 1    | 239   |
| 10   | Espanya            | Chloe DelaRosa    | «Como la Lola»         | 6    | 144   |
| 11   | Alemanya           | Bjarne            | «Save the Best for Us» | 11   | 71    |
| 12   | Països Baixos      | Stay Tuned        | «Music»                | 10   | 91    |
| 13   | San Marino         | Idols SM          | «Come Noi»             | 17   | 47    |
| 14   | Ucraïna            | Artem Kotenko     | «HEAR ME NOW»          | 3    | 203   |
| 15   | Portugal           | Victoria Nicole   | «Esperança»            | 2    | 213   |
| 16   | Irlanda            | Enya Cox Dempsey  | «Le Chéile»            | 15   | 55    |
| 17   | Malta              | Ramires Sciberras | «Stilla Ċkejkna»       | 5    | 153   |

### Desplegament de votacions
| Pos. | Jurat              | Punts |
| ---- | ------------------ | ----- |
| 1    | Geòrgia            | 180   |
| 2    | Ucraïna            | 122   |
| 3    | França             | 103   |
| 4    | Portugal           | 96    |
| 5    | Albània            | 82    |
| 6    | Espanya            | 80    |
| 7    | Armènia            | 76    |
| 8    | Malta              | 74    |
| 9    | Itàlia             | 52    |
| 10   | Països Baixos      | 34    |
| 11   | Macedònia del Nord | 20    |
| 12   | Irlanda            | 15    |
| 13   | Estònia            | 14    |
| 13   | Alemanya           | 14    |
| 15   | Polònia            | 13    |
| 16   | Xipre              | 10    |
| 17   | San Marino         | 1     |

| Pos. | Votació en línia   | Punts |
| ---- | ------------------ | ----- |
| 1    | Portugal           | 117   |
| 2    | Ucraïna            | 81    |
| 3    | Malta              | 79    |
| 4    | França             | 74    |
| 5    | Espanya            | 64    |
| 6    | Geòrgia            | 59    |
| 7    | Països Baixos      | 57    |
| 7    | Alemanya           | 57    |
| 9    | Xipre              | 50    |
| 10   | Armènia            | 49    |
| 11   | Polònia            | 48    |
| 12   | Itàlia             | 46    |
| 12   | San Marino         | 46    |
| 14   | Albània            | 44    |
| 15   | Estònia            | 41    |
| 16   | Irlanda            | 40    |
| 17   | Macedònia del Nord | 34    |

### Altres països

#### Membres actius de la UER
- Finlàndia – El 25 de novembre de 2023 Matti Myllyaho, cap adjunt de la delegació finlandesa al Festival d'Eurovisió, va desvetllar al seu perfil d'Instagram que l'emissora Yle l'havia delegat per observar el concurs el 2023. El 27 de desembre de 2023, Markku Mastomäki, cap del departament de programació infantil de l'emissora finlandesa Yle, va anunciar que l'emissora no organitzaria el debut de Finlàndia a la competició l'any 2024 a causa de la manca de recursos econòmics, causats principalment per la inflació.
- Lituània – El 13 de novembre de 2023, l'emissora lituana LRT va anunciar que emetria la competició els anys 2023 i 2024 per analitzar els resultats d'audiència que obtenia Eurovisió Júnior a Lituània. Si aquests resultats són bons, l'emissora es plantejarà tornar al festival el 2025 després d'analitzar si és possible econòmicament. Al mateix temps, el cap del departament de radiodifusió de LRT, Andrius Korenka, va anunciar que Lituània no tornaria al festival el 2024.
- Sèrbia – El 9 de desembre de 2023, Olivera Kovačević, supervisora creativa de la final nacional del Festival de la Cançó d'Eurovisió sèrbia Pesma za Evroviziju, va desvetllar que la retirada del país el 2023 es va deure a problemes financers, cosa que també impedeix un retorn en un futur proper. D'aquesta manera, Sèrbia tampoc competirà el 2024.

#### Membres associats de la UER
- Kazakhstan – El 26 de novembre de 2023, l'emissora kazakh Khabar Agency va expressar la seva intenció de tornar al concurs el 2024; no obstant això, això depèn d'una invitació formal de la UER. Kazakhstan va participar per última vegada el 2022. Finalment, el Kazakhstan no competirà aquest 2024.

#### No membres de la UER
- Belarús – L'1 de juliol de 2021, la UER va suspendre l'emissora belarussa BTRC a causa de la supressió de la llibertat dels mitjans al país i la independència de l'emissora. El 27 d'agost de 2021, el director general de BTRC, Ivan Eismont, va revelar que la suspensió acabava l'1 de juliol de 2024, i per tant, permetent que el país pogués competir a l'edició de 2024. No obstant això, la UER va confirmar el maig de 2024 que la suspensió continuava de manera indefinida, impossibilitant la participació del país al concurs. Belarús va participar per última vegada el 2020.[11]

## Curiositats
- És la primera vegada des del 2016 que es canvia el dia i hora d'emissió del festival. Després de 8 anys celebrant-lo el diumenge a les 16:00 CET, aquesta edició se celebrarà el dissabte (dia original d'emissió des del 2003 fins al 2015) a les 18:00 CET.
- Aquest és el segon esdeveniment d'Eurovisió que es realitza a Espanya, després del festival adult del 1969, que també va tenir lloc a Madrid.
- És la primera vegada que Alemanya i Polònia són representades per nois solistes.
- Tot i els bons resultats de les dues últimes edicions, el Regne Unit va anunciar que aquest any no hi participaria a causa dels baixos nivells d'audiència.
- Si bé Andria Putkaradze (Geòrgia) va guanyar el concurs "Ranina" aquest any, la seva participació a Eurovisió Júnior no va ser confirmada fins a finals de juliol.
- És la segona ocasió que el guanyador de l'edició passada cedeix la seu de la següent edició al subcampió de l'any passat (en aquest cas va guanyar França i Espanya va quedar segona). La primera va ser el 2015, quan Itàlia va cedir la seu a Bulgària.
- Melani García, antiga represent d'Espanya al festival, copresentarà aquesta edició. És la quarta vegada que un antic representant assumeix la responsabilitat de presentar el festival al seu país. La primera presentadora va ser Roksana Węgiel (Gliwice 2019), la segona en presentar el certamen va ser Carla Lazzari (París 2021), seguida de Karina Ignatyan (Erevan 2022). Totes quatre participaren en l'edició de 2019, guanyat per Węgiel.
- Per primera vegada a la seva història, Malta competirà amb una cançó íntegrament en idioma maltès, i el seu cantant, Ramires Sciberras, serà el primer representant maltès amb ascendència cambodjana.
- És la primera vegada que Països Baixos és representada per un grup mixt de nois i noies. A més, Inkar, un dels seus integrants, és la primera cantant d'ascendència kazakha a co-representar els Països Baixos en aquest festival.
- El representant ucraïnès, Artem Kotenko, havia format part del jurat nacional d'Ucraïna a l'edició de 2023. El seu tema "Hear Me Now", originalment es titulava "Dim" quan va competir a la preselecció ucraïnesa.
- És la primera vegada que Portugal competirà amb una cançó amb parts en castellà. La seva representant, Victoria Nicole, és d'ascendència veneçolana.
- És la primera vegada des del 2018 que Armènia és representada per un noi solista.

## Emissions
Totes les emissores participants poden optar per enviar comentaristes a la seu de l'esdeveniment o emetre comentaris en remot. La Unió Europea de Radiodifusió també oferirà retransmissions internacionals en directe del concurs a través del seu canal oficial de YouTube sense comentaris.
| País     | Emissora | Canals                  | Commentaristes                                                             | Ref.                 |
| -------- | -------- | ----------------------- | -------------------------------------------------------------------------- | -------------------- |
| Alemanya | ARD/ZDF  | Kika                    | A anunciar                                                                 | [ 12 ]               |
| Itàlia   | RAI      | Rai 2                   | Mario Acampa (it)                                                          | [ 13 ]               |
| Polònia  | TVP      | TVP1                    | A anunciar                                                                 | [ 14 ]               |
| Espanya  | RTVE     | La 1, TVE Internacional | Castellà: Julia Varela i Tony Aguilar Català: Sònia Urbano i Xavi Martínez | [ 15 ] [ 16 ] [ 17 ] |
| Espanya  | RTVE     | Radio Nacional          | David Asensio i Sara Calvo                                                 | [ 15 ] [ 16 ] [ 17 ] |
| Espanya  | RTVE     | Ràdio 4                 | Sònia Urbano i Xavi Martínez                                               | [ 15 ] [ 16 ] [ 17 ] |

| País       | Emissora | Canal          | Comentarista | Ref.   |
| ---------- | -------- | -------------- | ------------ | ------ |
| Lituània   | LRT      | LRT televizija |              | [ 18 ] |
| Montenegro | RTCG     |                |              | [ 19 ] |